# Blavozy

Blavozy este o comună în departamentul Haute-Loire, Franța. În 2009 avea o populație de 1,576 de locuitori.